# روبرت هولمز (لاعب كرة قدم أمريكية)
روبرت هولمز (بالإنجليزية: Robert Holmes)‏ هو لاعب كرة قدم أمريكية أمريكي، ولد في 5 أكتوبر 1945 في هانتسفيل في الولايات المتحدة، وتوفي في 14 أبريل 2018.

## وصلات خارجية
- روبرت هولمز على موقع مرجع كرة القدم المحترفة.كوم (الإنجليزية)